# La banda der trucido
La banda der trucido è una compilation di hip hop italiano pubblicata nel 1997, contenente tutti gli artisti della scena romana del periodo, la Rome Zoo.
Il nome della raccolta è una citazione del film La banda del trucido di Stelvio Massi del 1977, il secondo film con protagonista Er Monnezza.

## Tracce
1. Gionni & Frank Theme - 1:11
2. MC Giaime - Tutto inedito - 1:18
3. Cor Veleno - 21 Tyson (prod. da Detor)- 3:54
4. Phella (Taverna Ottavo Colle) - 0:16
5. Beffa (Masito) - Tamarindo feat Pusha - 3:01
6. Turi & compari - Superparucca - 3:08
7. Er Benetti (Losco Affare) - Anacapito - 0:59
8. Chef Ragoo - Mafioso - 4:41
9. Stand + Pane + Tuff - 0:52
10. Piotta - Coattomania - 2:00
11. G Max (Flaminio Maphia) - Figli di Robba Coatta - 1:24
12. Giaime (Dj Hernandez rmx) - 1:12
13. Jake La Motta (Danno) - Biondo come er Tevere - 2:04
14. Sparo Manero - Gajardo - 1:10
15. Gionni & Frank reprise - 1:16
16. Boccia - Er Boccia Cala - 2:06
17. Beffa (Masito) & China (Amir) - Niente - 2:20
18. Cristo aka Luca Giurleo - L'erborista - 0:44
19. Turi - La sostanza - 2:12
20. Gufo + PPT - Yes Yes Y'All - 2:36
21. Giaime [Jena Plissken rmx] - 1:23
22. Piotta - Antiparucca - 3:08
23. Mecs - 0:36
24. Rude mc (Flaminio Maphia) - Er Marchetta - 1:29
25. Ivano Trenta - 0:36
26. Turi feat. Piotta, Giga e Devon - Bolente Fristail - 3:27
27. Pusha (Flaminio Maphia) - Mimetico - 3:32
28. Crash Kid - 0:18